# Landgemeinde Rensefeld
Die Landgemeinde Rensefeld war eine Gemeinde im oldenburgischen Fürstentum Lübeck im Amt Schwartau (im heutigen Kreis Ostholstein in Schleswig-Holstein).
Die Landgemeinde Rensefeld entstand am 1. November 1856 im Rahmen der Einführung einer neuen Gemeindeordnung für das Großherzogtum Oldenburg und umfasste neben Rensefeld die Dörfer Cleve (bzw. das spätere Cleverbrück), Horsdorf, Pohnsdorf, Groß Parin und Klein Parin.
1934 wurde die Landgemeinde Rensefeld – aufgrund des oldenburgischen Vereinfachungsgesetzes – aufgelöst.
Rensefeld, Cleverbrück und Groß Parin werden in die Stadt Bad Schwartau eingemeindet, die Dörfer Pohnsdorf, Horsdorf, und Klein Parin gingen an die Gemeinde Stockelsdorf.